# Darlene Johnson
Darlene Fraser Johnson (* 6. November 1935 in Australien; † 24. Juli 2009 in London, England) war eine australische Schauspielerin.

## Leben
Johnson begann ihre Schauspielkarriere in den späten 1950er Jahren am Theater als Ingenue in einer Produktion von Jean Anouilhs Léocadia an der Seite von Margaret Rutherford. Sie trat danach der neu gegründeten Elizabethan Theatre Trust Company bei, wo sie zahlreiche klassische Rollen spielte. In den 1960er Jahren trat sie in Musicals und Revuen auf und war in der australischen Kindersendung Play School auf ABC zu sehen. Anfang der 1970er Jahre zog Johnson ins Vereinigte Königreich, wo sie unter anderem am Londoner West End auf den Theaterbühnen stand. Für die Royal Shakespeare Company wirkte sie unter anderem als Charlotta Iwanowna in Der Kirschgarten, als Rebecca Nurse in Hexenjagd sowie als Marlene Dietrich in Piaf mit. Daneben trat sie am Theatre Royal Stratford East als Englische Pantomime und in Varietéaufführungen auf.
Gelegentlich war Johnson im britischen Fernsehen zu sehen, so absolvierte sie zwei Gastauftritte in der Krimiserie Task Force Police. In Richard O’Briens Shock Treatment hatte sie einen ihrer seltenen Spielfilmauftritte. In dem Musical-Film sang sie drei Titel, Shock Treatment, Look What I Did to My ID und Denton, U.S.A.
Johnson hinterließ eine Tochter aus einer bereits 1968 geschiedenen Ehe.

## Filmografie (Auswahl)
- 1968: Skippy, das Buschkänguruh (Skippy)
- 1974: Task Force Police (Softly Softly Task Force)
- 1978: Task Force Police (Softly Softly Task Force)
- 1981: Shock Treatment
- 1987: Klein Dorrit (Little Dorrit)